# 金思万
金 思万（キム・サマン、朝鮮語: 김사만/金思萬、1916年または1919年3月10日 - ?）は、大韓民国の法曹、政治家。第5代韓国国会議員。

## 経歴
日本統治時代の忠清北道槐山郡出身。ソウル大学校法科大学中退。弁護士試験合格後はソウルや釜山で弁護士を開業したほか、釜山地方法院判事職務代理、ソウル地方法院判事、弘益大学校講師などを務めた。安東濬の公民権制限により行われた1961年の第5代国会議員補欠選挙で当選したが、すぐに発生した5・16軍事クーデターにより宣誓できず、国会議員をわずか3日間務めた。1967年の第7代総選挙で新民党の公認を受けて立候補したが、落選したため、政界を引退した。

## 発言
1963年の大統領選挙前の10月10日、栄州郡（現・栄州市）の栄宝劇場前の広場で当時候補であった尹潽善の応援演説を行った際、「釜山と大邱（慶尚道地域）には朝鮮戦争当時、撤退していないところでアカ（共産主義者の蔑称）が多く、金日成を見れば万歳を言う者が多い」「（対立候補の）朴正煕は麗水・順天事件に関係があった」という旨を発言したとメディアが報じた。
これによりか、翌11日の夜に民政党本部が10余人の怪漢に襲撃されることまで起き、大統領選挙で尹が15万票の僅差で落選した。その後、金は新聞に『「アカの災いを被った者が多い」と言った』という旨を釈明する広告を出した。結局この件により民政党から除名処分を受けた。